# بريثفيراجسينغ روبون
بريثفيراجسينغ روبون (مواليد 24 مايو 1959) هو سياسي من موريشيوس، يشغل حالياً منصب رئيس الجمهورية منذ 2019.

### بريثفيراجسينغ روبون
بريثفيراجسينغ روبون (مواليد 24 مايو 1959) هو سياسي من موريشيوس، يشغل حالياً منصب رئيس الجمهورية منذ ديسمبر 2019. يتمتع روبون بتاريخ طويل في العمل السياسي، وقد شغل مناصب وزارية متعددة قبل أن يتولى رئاسة الجمهورية.

#### النشأة والتعليم
ولد روبون في 24 مايو 1959 في موريشيوس. أكمل تعليمه في موريشيوس قبل أن ينتقل إلى الخارج لمواصلة دراساته العليا. حصل على درجة في القانون وعمل كمحامٍ لفترة من الزمن.

#### الحياة السياسية
بدأ روبون حياته السياسية في وقت مبكر من خلال الانضمام إلى حزب العمل الموريشيوسي. شغل العديد من المناصب الهامة على مر السنوات، بما في ذلك منصب وزير الزراعة والأمن الغذائي، ووزير البيئة والتنمية المستدامة، ووزير التعليم العالي والبحث العلمي.
تميز روبون بمساهماته الكبيرة في تطوير سياسات الزراعة والبيئة في موريشيوس، وساهم في تعزيز التعليم العالي والبحث العلمي.

#### رئاسةالجمهورية
في ديسمبر 2019، تم انتخاب بريثفيراجسينغ روبون رئيساً لجمهورية موريشيوس. منذ توليه المنصب، عمل على تعزيز الديمقراطية وحقوق الإنسان في البلاد، كما سعى إلى تعزيز العلاقات الدولية لموريشيوس مع الدول الأخرى.

#### الحياةالشخصية
بريثفيراجسينغ روبون متزوج ولديه أطفال. يعُرف عنه التزامه العميق تجاه قضايا البيئة والتعليم، وله إسهامات كبيرة في العمل الخيري.

#### الجوائز والتكريمات
حصل روبون على العديد من الجوائز والتكريمات تقديراً لمساهماته في السياسة والمجتمع في موريشيوس وعلى المستوى الدولي.

#### المبادرات والإنجازات
خلال فترة ولايته، أطلق روبون العديد من المبادرات التي تهدف إلى تحسين البنية التحتية في البلاد، وتعزيز الاقتصاد الوطني. كان له دور كبير في تعزيز الطاقة المتجددة، حيث دفع نحو زيادة استخدام الطاقة الشمسية والرياح في موريشيوس، مما ساهم في تقليل الاعتماد على الوقود الأحفوري وتحقيق أهداف الاستدامة البيئية.
كما عمل على تحسين نظام الرعاية الصحية في موريشيوس من خلال تعزيز المستشفيات وتوفير خدمات صحية أفضل للمواطنين. واهتم بشكل خاص بتطوير التعليم التقني والمهني لتلبية احتياجات سوق العمل المتغيرة.

#### رؤية المستقبل
يواصل روبون العمل على تحقيق رؤية مستقبلية لموريشيوس تقوم على التنمية المستدامة والعدالة الاجتماعية. يسعى إلى جعل موريشيوس نموذجًا للدول الصغيرة في الإدارة الفعالة للموارد، والحفاظ على البيئة، وتعزيز رفاهية المواطنين.

#### الخاتمة
بريثفيراجسينغ روبون هو قائد ذو رؤية ثاقبة، مكرس لخدمة بلاده وشعبها. يظل مثابراً في جهوده لتحقيق التقدم والازدهار لموريشيوس، مع الحفاظ على القيم الديمقراطية وحقوق الإنسان.